# 川原隆司
川原 隆司 （かわはら りゅうじ、1964年8月16日 - ）は、日本の検察官、法務官僚。最高検察庁検事、法務省大臣官房長、法務省刑事局長、法務事務次官を経て、2025年7月東京高等検察庁検事長。

## 来歴・人物
東京都出身。慶應義塾普通部、慶應義塾高等学校を経て、1987年慶應義塾大学法学部卒業。1989年検事任官（司法修習41期）、岡山地検検事、京都地検検事、2009年東京地検検事、2010年東京高検検事、2013年大阪地検総務部長、2014年東京地検刑事部長、2015年東京高検刑事部長、2017年秋田地検検事正、2018年最高検検事、2019年法務省大臣官房長 、2020年法務省刑事局長。2023年法務事務次官。2025年東京高等検察庁検事長。

## エピソード
賭け麻雀問題で常習賭博罪を犯したとで刑事告発された黒川弘務東京高検前検事長について、川原局長は衆議院法務委員会で、レートが「点ピン」（1000点100円）なので高額でないと答弁し、野次を招いた。元経産官僚の国民民主党・後藤祐一衆議院議員は、「点ピンで、1回で休職になった人もいるんですよね」と首をひねった。元大阪府知事の橋下徹弁護士も「容認されるなら、みんなで検察庁の前で賭博しましょうよ」と怒りをあらわに皮肉った。結局、2021年に方針変更され、東京地検が黒川を賭博罪で略式起訴した。